# Limnichoderus moratus
Limnichoderus moratus är en skalbaggsart som beskrevs av Wooldridge 1981. Limnichoderus moratus ingår i släktet Limnichoderus och familjen lerstrandbaggar. Inga underarter finns listade i Catalogue of Life.